# Rémalard en Perche
Rémalard en Perche ist eine französische Gemeinde mit 1.892 Einwohnern (Stand 1. Januar 2022) im Département Orne in der Region Normandie. Sie gehört zum Arrondissement Mortagne-au-Perche und zum Kanton Bretoncelles.
Sie entstand mit Wirkung vom 1. Januar 2016 als Commune nouvelle durch die Zusammenlegung der bisherigen Gemeinden Bellou-sur-Huisne, Dorceau und Rémalard. Den ehemaligen Gemeinden wurde in der neuen Gemeinde den Status einer Commune déléguée nicht zuerkannt. Der Verwaltungssitz befindet sich im Ort Rémalard.

## Lage
Rémalard en Perche liegt rund 50 Kilometer östlich von Alençon im Regionalen Naturpark Perche. Der Fluss Huisne durchquert das Gemeindegebiet.

## Gliederung
| Ortsteil                      | ehemaliger INSEE-Code | Fläche (km²) | Einwohnerzahl (2013) |
| ----------------------------- | --------------------- | ------------ | -------------------- |
| Bellou-sur-Huisne             | 61042                 | 15,11        | 0425                 |
| Dorceau                       | 61147                 | 14,68        | 0386                 |
| Rémalard (Verwaltungssitz)000 | 61345                 | 20,89        | 1212                 |

## Sehenswürdigkeiten
- Château de Voré
- Die Kirche Saint-Étienne in Dorceau, schrittweise erstellt im 11., im 14. und im 15. Jahrhundert, seit 1948 ein Monument historique